# Licence ludique libre
Les licences ludiques libres sont des licences créées pour les jeux de rôle sur table, pour permettre la libre utilisation de certains éléments d’un jeu de rôle ; il s’agit de licences libres de diffusion (LLD) dans le cadre du droit d'auteur et du droit des marques. La plus connue est l’OGL (sigle en anglais : Open Game License), créée en 2000 par la société américaine Wizards of the Coast pour que son système de jeu de rôle d20 System puisse être librement utilisé dans certaines conditions.

## Les débuts de l'Open Gaming

### La notice des droits d'utilisation deSimulacreS(1988)
Dès la parution dans Casus Belli en 1988, puis à l'occasion de sa 7e édition en 1994, Pierre Rosenthal, qui voulait que le système du jeu SimulacreS serve à propager et diffuser la pratique du jeu de rôle, a autorisé explicitement et gratuitement d’utiliser, de copier le système de règles, de le modifier pour créer des jeux, des univers ou des scénarios dans un cadre amateur ou associatif, avec la possibilité de commercialiser ces créations pour financer les associations ou des œuvres caritatives. En 1994, il permet en outre une utilisation commerciale pour un tirage de 500 exemplaires maximum tout en apportant ses conseils à la création,.

### La notice légale deFudge(1995)
Le jeu Fudge (Freeform Universal Do-it-Yourself Gaming Engine) est créé en 1992 sur l'impulsion de Steffan O'Sullivan, mais son développement se fait grâce à des contributions sur le forum Usenet rec.games.design. Dans sa première publication de 1995 en PDF, O'Sullivan intègre une notice légale indiquant que :
- l'on peut copier et distribuer librement le jeu à condition que ce soit gratuitement et que la notice soit intégrée dans chaque copie ;
- créer des produits dérivés, comme des règles additionnelles ou des scénarios, à condition que cela soit distribué gratuitement ou publié dans des magazines, et que les produits dérivés fassent figurer les paragraphes About Fudge et Disclaimer de la notice.

En 2004, pour régler des problèmes de droits d'attribution et d'approbation, le jeu passe sous licence OGL 1.0a (voir ci-après).

### LaDominion RulesLicense (1999)
Le jeu Dominium Rules (en), a été développé selon le modèle des logiciels libres (open source), et sa publication en 1999 donne lieu à la création de la première licence ludique libre : la Dominion Rules License (DRL). La DRL précède donc l'OGL.
Cette licence permet la copie, la modification et la distribution d'œuvres « plus grandes » (larger works) et d'œuvres compatibles.

### Circeen licence de documentation libre GNU (2000)
Le jeu Circe, a Fantasy Role-playing System a été publié sous licence de documentation libre GNU en 2000 par Bryce Harrington pour jouer avec WorldForge.

## Les licences de Wizards of the Coast

### Licence OGL (2000)

#### Contexte
La licence ludique libre OGL 1.0a de Wizards of the Coast a pour but de faciliter la création de contenu pour son jeu Donjons & Dragons (D&D) — scénarios (aventures), univers (cadres de jeu), règles complémentaires — par des éditeurs tiers, tout en protégeant la marque Donjons & Dragons ainsi que la propriété intellectuelle, et en espérant favoriser ainsi la vente du jeu D&D. Mais cette licence étant très permissive, cela a aussi mené à la création :
- d'ouvrages entrant directement en concurrence avec les ouvrages de Wizards of the Coast, comme l’Encyclopédie monstrueuse (Creature Collection) de l'éditeur Sword & Sorcery Studio (gamme des « Terres Balafrées/Scarred Lands ») qui concurrence directement le Manuel des monstres (Monster Manual) ;
- des copies quasi conformes de l'original, par exemple la gamme « OGL » de l'éditeur Mongoose Publishing ; les ouvrages The Mongoose Pocket Player's Handbook, The Mongoose Pocket Game Master's Guide et The Mongoose Modern Pocket Handbook[14] étant des reformulations des parties libres des ouvrages de Wizards of the Coast Player's Handbook, Dungeon Master's Guide et d20 Modern ;
- des clones, comme Pathfinder, le jeu de rôle 1re édition (2009), qui est une version « améliorée » de l’édition 3.5 de D&D ;
- des rétroclones : la mouvance old school revival s’est attachée à transposer aux anciennes versions de D&D  le travail de rationalisation fait pour la version 3 de D&D, en particulier le fait que tous les jets de dés destinés à déterminer si une action réussit ou échoue se font de la même manière.

La licence OGL 1.0a a aussi été utilisée par des éditeurs désirant publier des jeux différents de D&D tout en reprenant ses règles de base, mais aussi des jeux sans rapport avec D&D ni avec ses règles comme l’EW-System.
Pour éviter de revoir la création de clones, Wizards of the Coast a :
- créé en 2008 une nouvelle licence, la GSL, pour la quatrième édition de Donjons & Dragons (D&D4E) ;
- restreint en 2016 les informations présentes dans le document de référence et librement copiables (open content), tout en restant en licence OGL 1.0a, pour la cinquième édition de Donjons & Dragons (D&D5E)
- tenter de faire évoluer en 2022-2023 la version 1.0a vers des propositions de versions 1.1, 2.0 puis 1.2.

#### Description de la licence
La licence OGL 1.0a distingue deux choses :
- contenu ludique libre (open game content) : ce sont les mécanismes de jeu, les procédures, algorithmes… Ceci est regroupé dans le DRS, le Document de référence du système (en anglais : SRD, System reference document) ;
- identité du produit (product identity) : ce sont les logos et marques déposées, ainsi que les textes écrits, les illustrations, les personnages développés dans les ouvrages, les noms et description des sorts…

La licence autorise l'utilisation libre, gratuite et sans contrepartie du contenu ludique libre ; par contre, l'utilisation de l'identité du produit est soumise à un accord de la part du propriétaire de ce produit (Wizard of the Coast dans le cas de Dungeons & Dragons et de d20 Modern). Sans autorisation, le jeu ne peut pas faire référence à une compatibilité avec un jeu soumis à des droits d'auteur d'un tiers, à l'exception, le cas échéant, de la mention « Document de système de référence d20 » (cette mention ne cite pas explicitement le d20 System).
Les produits utilisant des produits sous licence OGL 1.0a doivent eux aussi être sous licence OGL 1.0a, c'est-à-dire que les mécanismes décrits peuvent être repris dans toute publication sous licence OGL 1.0a. Le texte de la licence OGL 1.0a doit être reproduit intégralement dans tous les produits.
Concrètement, cette licence autorise des éditeurs à utiliser le système de jeu, ou à créer un système de jeu qui s'en inspire, sans payer de droit d'auteur. Mais ils ne peuvent eux-mêmes pas réclamer de droits d'auteur sur leur système.
Notez que la licence OGL 1.0a est la propriété de Wizards of the Coast, dans le sens : elle exerce son droit de propriété intellectuelle (copyright) sur le texte de la licence. Mais cette licence peut s'appliquer à des jeux n'ayant strictement rien à voir avec Wizards of the Coast ni avec son d20 System. Les questions juridiques sont complexes, notamment du fait de la diffusion transfrontalière. Les traductions de la licence OGL 1.0a disponibles sur certains sites ne sont données qu'à titre indicatif, mais pas pour servir de référence.

#### Propositions de versions 1.1/2.0/1.2 (2022-2023)
En août 2022, Wizards of the Coast lance le test de la future édition de D&D sous le nom de projet One D&D. À la même date, l’éditeur annonce également la création d’une plateforme de table virtuelle (virtual tabletop, VTT) pour son site de partage numérique D&D Beyond
Fin décembre 2022, des éditeurs en contrat avec Wizards of the Coast reçoivent une nouvelle licence OGL, numérotée 1.1, comportant de nombreuses clauses jugées problématiques. La clause plus problématique est la révocation de la licence OGL 1.0a alors que celle-ci était « perpétuelle » ; cela signifie que la distribution des produits déjà créés deviendrait soumise à cette nouvelle licence, avec un impact fort, en particulier la perte de la propriété intellectuelle des produits des éditeurs tiers et l’obligation de payer un redevance à partir d’un certain chiffre d’affaires.
Cette annonce provoque une levée de boucliers, notamment de la part de personnalités du jeu de rôle, avec des pétitions en ligne,, dont une pour un recours collectif class action), et une vague de désinscription à la plateforme D&D Beyond. L’affaire a même un écho dans la presse généraliste,,,.
Wizards of the Coast réagit mi-janvier en indiquant que les informations ayant fuité n'étaient qu'un brouillon (draft) et qu'il n'était pas question de révoquer l'OGL 1.0a, puis en publiant officiellement un nouveau projet de licence, l’OGL 1.2, après avoir annulé l’annonce de l’OGL 2.0.
Le 27 janvier 2023, Wizards of the Coast annonce que l'OGL ne sera pas révoquée et que le DRS version 5.1 du jeu est publié sous licence Creative Commons,,.

### Licence d20 (2000-2008)
La licence d20 (en anglais d20 System Trademark License, d20STL) est une licence intimement liée au d20 system, contrairement à la licence OGL 1.0a avec laquelle elle est souvent confondue. Elle est conçue pour permettre à des éditeurs tiers de publier des produits compatibles avec le d20 system — donc les ouvrages de D&D et d20 Modern — sans pour autant utiliser la reproduction de règles ni l'ajout de règle rendant le produit incompatible avec les ouvrages officiels. Ces produits ne peuvent donc être pleinement exploités, en théorie, qu'avec les ouvrages officiels de Wizards of the Coast, en échange de quoi ils peuvent utiliser le logo d20 et indiquer « L'usage du livre des joueurs de Dungeons & Dragons (ou de d20 Modern) est requis pour utiliser ce livre », mettant en évidence la compatibilité et faisant bénéficier de l'image de marque.
Lorsque l’éditeur Valar Project annonce le projet de publier le Book of Erotic Fantasy (« Livre de fantasy érotique ») sous licence d20, un livre ayant un contenu sexuel explicite, Wizards of the Coast ajoute en 2003 une clause permettant de refuser la licence si un produit n’atteint pas un « standard de qualité » ou bien pour des raisons de « décence » à la licence. Le Book of Erotic Fantasy ne peut alors plus être publié sous licence d20 et est publié sous licence OGL 1.0a.
Concrètement :
- Un produit sous licence d20 ne doit comporter aucune règle précisant
  - la détermination des caractéristiques
  - la création de personnage
  - l'effet de l'expérience sur un personnage
  - le passage d'un niveau à l'autre.

Un éditeur ne peut pas indiquer que le produit sous licence d20 est compatible avec un autre produit se référant à des droits d'auteurs d'un tiers, sans autorisation, exception faite des mentions ci-dessus.
À l'inverse, un produit sous licence OGL 1.0a n'est pas assujetti aux conditions ci-dessus ; par contre, il ne peut pas indiquer une compatibilité avec le d20 System ou un de ces jeux.
La licence est révoquée en 2008 avec la parution de la licence Game System License (GSL).

### Licence GSL (2008)
Pour la quatrième édition de Donjons & Dragons (D&D4E), l'éditeur crée une nouvelle licence : la GSL (Game System License ). C'est une licence beaucoup restrictive que l'OGL 1.0a, ayant pour but de mieux maitriser l'usage de leur propre production. Elle se dissocie complètement de l'OGL (avec laquelle elle est incompatible) et ne permet plus de contenu complètement libre. Elle semble donc matérialiser une volonté de rupture du mouvement ludique libre et de retour à un modèle économique propriétaire.
Peu d'éditeurs tiers s'en saisissent.
« the reaction to the 4th Edition GSL has been mixed at best. While some companies such as Mongoose and Goodman are producing third party 4th Edition product, others such as Green Ronin and Necromancer are not. »
« la réaction à la GSL de la 4e édition a été au mieux mitigée. Alors que certaines entreprises, comme Mongoose et Goodman, produisent des contenus tierce partie pour la 4e édition, d'autres, comme Green Ronin et Necromancer, s'en abstiennent. »

## Licences de compatibilité dérivées de l’OGL 1.0a
Le créateur de jeux Stuart Marshall a créé une licence spécifique, l’OSRIC Open License, pour le jeu OSRIC Old school reference and index compilation). C’est une licence qui inclut l’OGL 1.0a et qui précise la manière dont des produits publiés par des éditeurs tiers peuvent afficher la compatibilité avec OSRIC.
De la même manière, pour son jeu Lamentation of the Flame Princess, publié sous OGL 1.0a, l’auteur James Edward Raggi IV a ajouté en 2011 une licence LotFP Compatibility License.

## Licences Creative Commons (2002)
Certains jeux sont publiés sous une licence Creative Commons.
- Ars Magica 5e édition (2024) et toute sa gamme, Atlas Games (2024), en CC BY-SA 4.0[38]
- Blades in the Dark, John Harper, One Seven Desgin (2017), en CC-BY[39]
- Black Sword Hack — Ultimate Chaos Edition, The Merry Mushmen (2023), en CC-BY 4.0[40]
- Cairn, Yochai Gal (2020), en CC-BY 4.0[41]
- CRACK!, The Merry Mushmen (2023), en CC-BY 4.0[42]
- Drama System, Robin D. Laws (2013), en CC-BY 3.0[43]
- Donjons & Dragons : SRD 5.1 CC-BY 4.0, Wizards of the Coast (2023), en double licence CC-BY 4.0[44] et OGL 1.0a[45]
- Dungeons of the Dungeons (2020), en CC-BY 4.0[46]
- Dungeon World, Sage LaTorra et Adam Koebel, Sage Kobold Productions (2012), en CC-BY[47]
- Eclipse Phase, Rob Boyle et Brian Cross, Posthuman Studios (2009), en CC-BY-NC-SA 4.0[48]
- Faerie Noire, Fred Boot et Johann Krebs (2021), en CC-0[49]
- Fangenoire (Blackmarsh), Robert S. Conley, Bat in the Attic Games (2019), en CC-BY 4.0[50]
- FATE, Evil Hat Production (2013), en CC-BY[51]
- Freeform Universal: classic FU Rules, Peril Planet Games Studio (2011), en CC-BY[52]
- Gumshoe System, en OGL 1.0a puis CC-BY 3.0 (2013)[53]
- Ironsworn, Shawn Tomkin (2018), en CC-BY 4.0[54]
- Lasers & Feelings, John Harper, One Seven Desgin (2013), d'abord en CC-BY-NC-SA 3.0 puis en CC-BY 4.0 (2022)[55]
- One Page Dungeon, en CC-BY-SA 4.0[56]
- Stardrifter, David Collins-Rivera, Mixed Signals (2021), en CC-BY-SA 4.0[57]
- Tranchons & Traquons, Alexandre 'Kobayashi' Jeannette & Le Grümph, Les livres de l'Ours (2011), en CC-BY-NC 2.0[58]

## Licence ORC (2023)
En réaction à la possible révocation de l’OGL 1.0a, plus de 1 500 éditeurs et créateurs — dont Paizo, Kobold Press, Chaosium, Green Ronin, Legendary Games, Rogue Genius Games, Roll for Combat, Black Book Éditions — décide de créer une nouvelle licence nommée Open RPG Creative License, ORC en abrégé,, dont la version finale a été publiée en 2023, accaompagnée d'une FAQ (ORC AxE, pour Answers and Explanations). Cette licence a été déposée à la Bibliothèque du Congrès américain.
L'ORC est irrévocable, mondiale, sans royaltie, non exclusive et non souslicenciable. Elle comprend deux parties différentes :
1. du contenu libre, le "matériel licencié", comprenant les mécaniques de jeu et leur expression nécessaire à convoyer leur fonctionnement ainsi que le contenu déclaré comme libre. Cette partie est copyleft.
2. du contenu protégé, le "matériel réservé", qui ne peut contenir les mécaniques de jeu et leur expression nécessaire à convoyer leur fonctionnement, le contenu libre et le contenu du domaine public.

L'ORC prévoit l'emploi de contenu tierce partie non licencié sous ORC et protégé autrement (droit d'auteur, autres licences) : le "matériel tierce partie réservé".
Jeux publiés sous licence ORC
- Tales of the Valiant (ex-Black Flag), Kobold Press (à paraître)[62]
- Basic Roleplaying: Universal Game Engine, Chaosium (2023)[63]
- le 3D6 Système, Studio Deadcrows (2023)[64], qui motorise avec des adaptations plusieurs jeux : INS/MV Génération Perdue, Aquablue, Donjons & Chatons, etc.

## Autres licences
Chronologiquement :
Le jeu amateur Draft, Pitt Murmann (1998), publié sous la licence Open Content (licence remplacée par les licences Creatives commons en 2003).
Le jeu amateur Grey Lotus, Andrew Williams (entre 1999 et 2002), publié sous licence Open Publication (licence remplacée par les licences Creatives commons en 2003).
Le jeu amateur Garous - Jeu de rôle libre, Raphaël Semeteys (2000-2012), utilise en double licence un projet dérivé de la licence de documentation libre GNU (GFDL) - la licence Harmonique - et la licence CC BY-NC-SA 2.0.
Le jeu Fire & Sword 4th edition de Raymond Turney (2007) utilise la licence Art Libre.
Le jeu BIND - The Open Source RPG (2020) utilise la licence publique générale GNU 3+.
La licence TGCM (Triskell : gestion contractuelle des mécaniques de jeu, 2023), utilisée pour le système Triskell du jeu Ynn Pryddein,.